# أغنية الاتحاد والنظام والعمل
أغنية الاتحاد والنظام والعمل لليلى مراد هي أغنية لنشر شعار الإتحاد والنظام والعمل الخاص بهيئة التحرير تم غنائها عام 1953.

## تاريخها

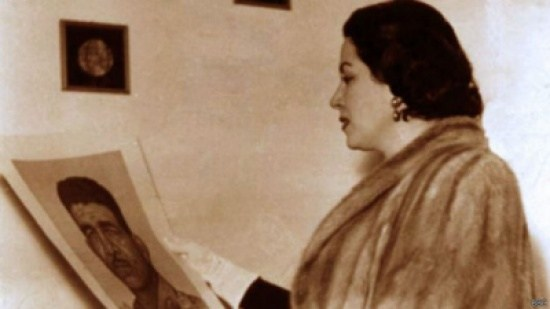
ليلى مراد تشاهد صورة محمد نجيب صاحب شعار بالإتحاد والنظام والعمل

أغنية بالإتحاد والنظام والعمل التي غنتها ليلى مراد في ميدان التحرير عام 1953  إنتشرت في فترة أوائل الخمسينيات كانت تذاع بالراديو كثيراً في ذلك الوقت.

## فريق الأغنية
- كلمات: جليل البندارى
- ألحان: منير مراد
- غناء: ليلى مراد
- إنتاج : 1953

### نص الأغنية[5][6]
- عـلى الإله القوي الاعتماد  بالنظام والعمل والاتحاد   فانهضي يا مصر يا خير البلاد   واصعدي للمجد وامضي للرشاد   بالاتحاد والنظام والعمل  
جيشنا وشعبنا  كلنا شعارنا   إن دعا النداء   نبذل الدماء   للوطن فداء  
على الإله القوي الاعتماد   بالاتحاد والنظام والعمل  
للأمام للأمام   في الحروب والسلام   نتقي الإله   نبتغي رضاه   جلّ في علاه  
عـلى الإله القوي الاعتماد   بالنظام والعمل والاتحاد   فانهضي يا مصر يا خير البلاد   واصعدي للمجد وامضي للرشاد   بالاتحاد والنظام والعمل  
في الشمال والجنوب   قد صفت كل القلوب   ضمّنا الوداد   نيلنا عماد   رمز الاتحاد  
عـلى الإله القوي الاعتماد   بالنظام والعمل والاتحاد   فانهضي يا مصر يا خير البلاد   واصعدي للمجد وامضي للرشاد   بالاتحاد والنظام والعمل  
يا إله يا قدير   أنت يا نعم النصير   هب لنا الفلاح   وحقق النجاح   بالصبر في الكفاح  
عـلى الإله القوي الاعتماد   بالنظام والعمل والاتحاد   فانهضي يا مصر يا خير البلاد   واصعدي للمجد وامضي للرشاد   بالاتحاد والنظام والعمل